# Gewoon landvorkje
Gewoon landvorkje (Riccia glauca) is een soort uit het geslacht landvorkje (Riccia). Het komt voor op lemig of fijn zand.

## Kenmerken
Gewoon landvorkje is een eenjarig thalleus levermos dat groeit in veelal complete rozetten met een diameter van 1 tot 2 centimeter. De thalli zijn blauwgroen, hoewel de rode pigmentatie die soms bij andere landvorkjes voorkomt bij deze soort ontbreekt. De thalluslobben zijn twee tot drie keer dichotoom vertakt en zijn in dwarsdoorsnede vier tot zes keer zo breed als ze hoog zijn. Ze worden waaiervormig breder naar de punt toe.
De soort is eenhuizig. Er worden talloze capsules gevormd die in de thallus zijn verzonken en aan de bovenzijde donker lijken. De sporen komen pas vrij als het omringende weefsel vergaat. De sporen zijn donkerbruin met een diameter van 80 tot 100 μm. Aan de buitenzijde bevinden zich zeven tot acht velden langs de diameter. De binnenkant is alleen onduidelijk afgehandeld.
Variëteiten
De soort omvat twee variëteiten: Riccia glauca var. subinermis en  Riccia glauca var. glauca.
Dit verschilt doordat het aanzienlijk smallere thallusflappen heeft, die in dwarsdoorsnede één tot drie keer breder zijn dan ze hoog zijn. Bovendien zijn de randen vaak paarsrood en bedekt met individuele cilia. De sporen zijn rozebruin met een zeer fijn patroon en hebben een diameter van 60 tot 80 μm.

## Gelijkende soorten
Het relatief dunne thallus met brede groef en de vaak bleekgroene kleur vormen een eerste aanwijzing dat men te maken heeft met gewoon landvorkje. De soort kan verward worden met dik landvorkje die grotere sporen (tot 120 µm) heeft en met gevoord landvorkje waarvan het thallus dikker en smaller is.

## Ecologie
Gewoon landvorkje is een pioniersoort op matig vochtige, lichte tot halfbeschaduwde, zwak zure tot basische, eutrofe standplaatsen; het meest op zandige en zandig-lemige bodem op braakliggende akkers, kuilvoerhopen, moestuinen, kwekerijen en plantsoenen, voorts op beek-, sloot- en greppelkanten, ook op kerkhoven, tussen plaveisel en in ruderale terreinen. De soort mijdt, evenals diverse andere landvorkjes, klei en veen alsmede de zure zandgronden. 

## Verspreiding
Gewoon landvorkje kent een kosmopolitische verspreiding. In Nederland is de soort vrij zeldzaam. Het is niet bedreigd en staat niet op de rode lijst.

## Fotogalerij

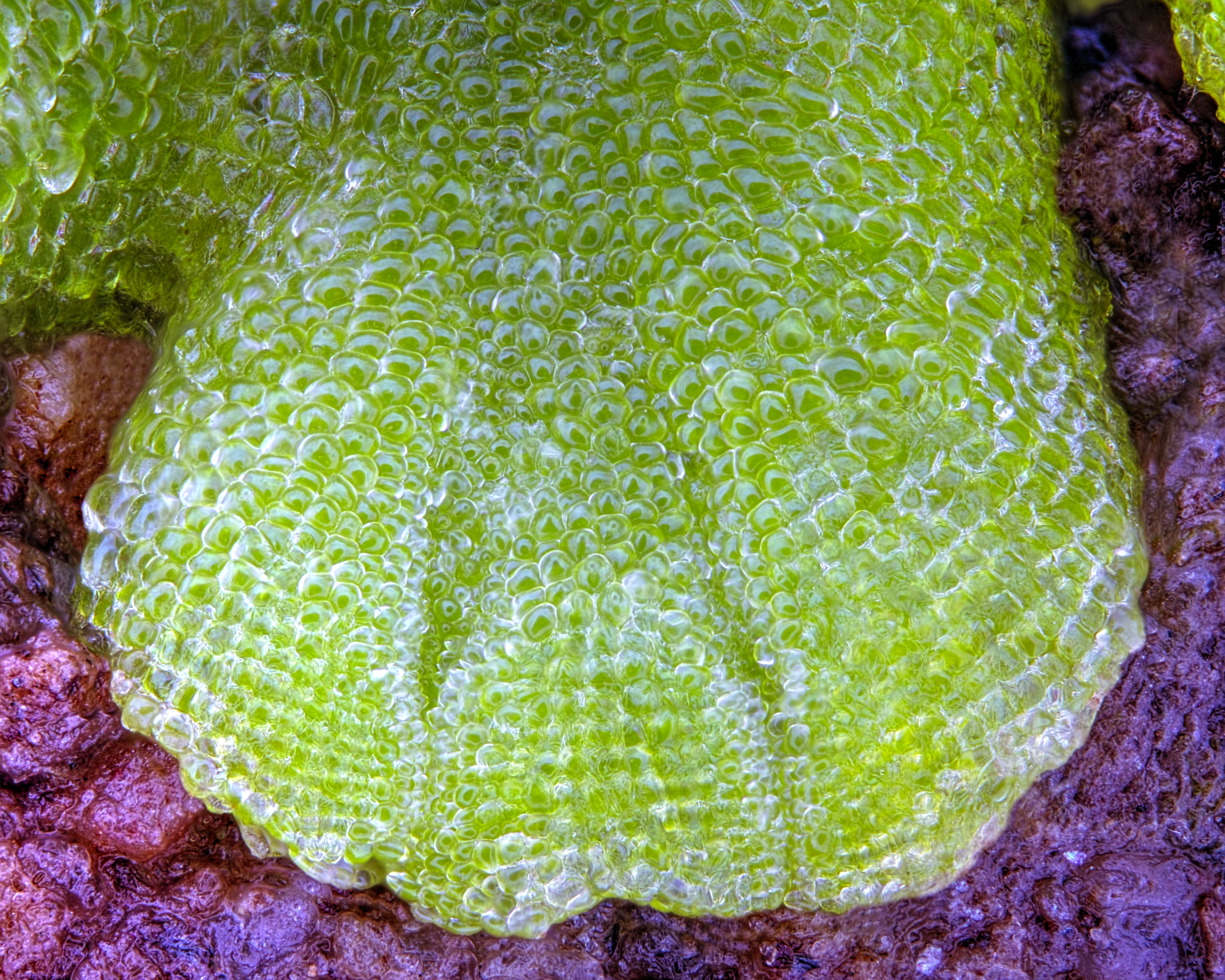
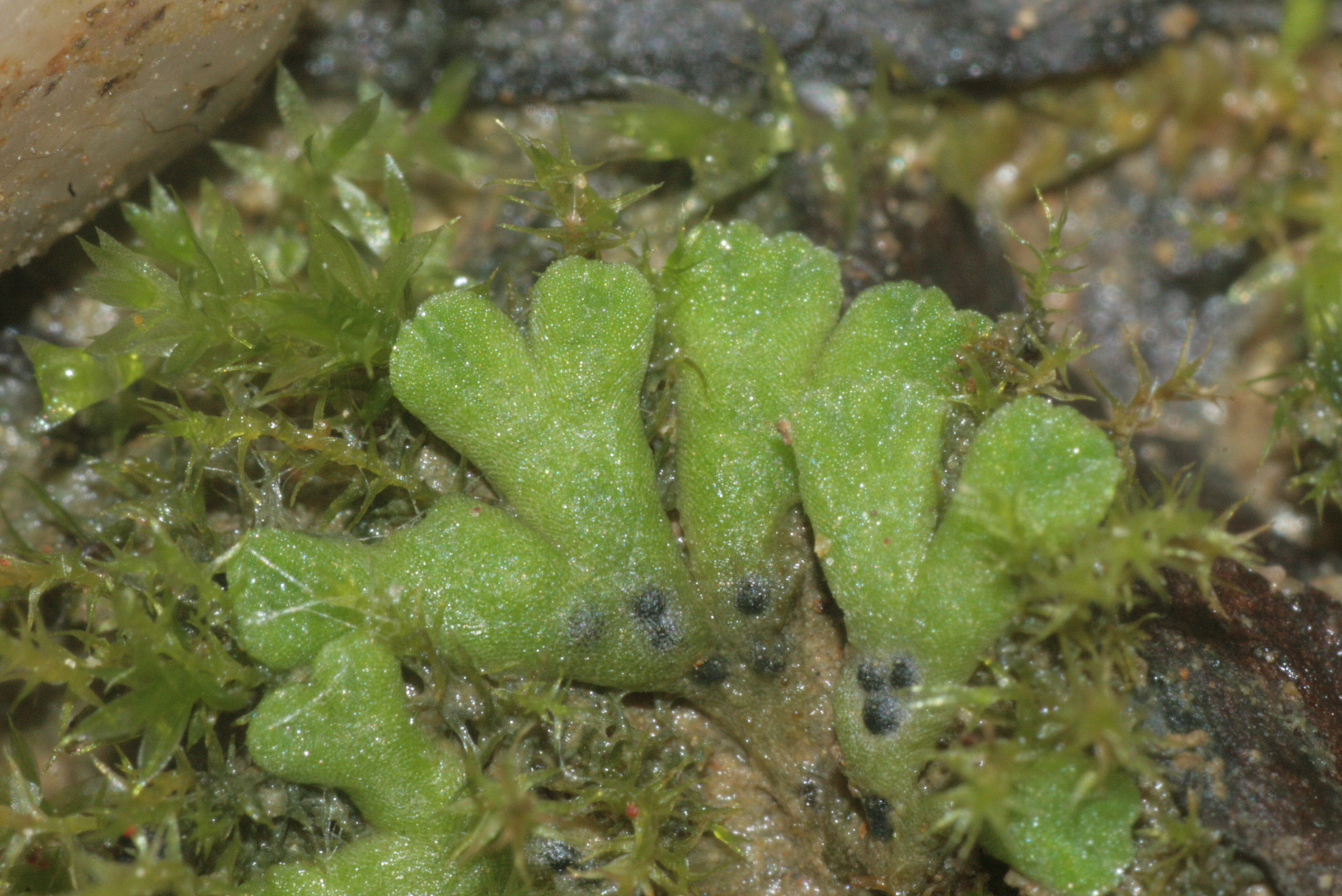
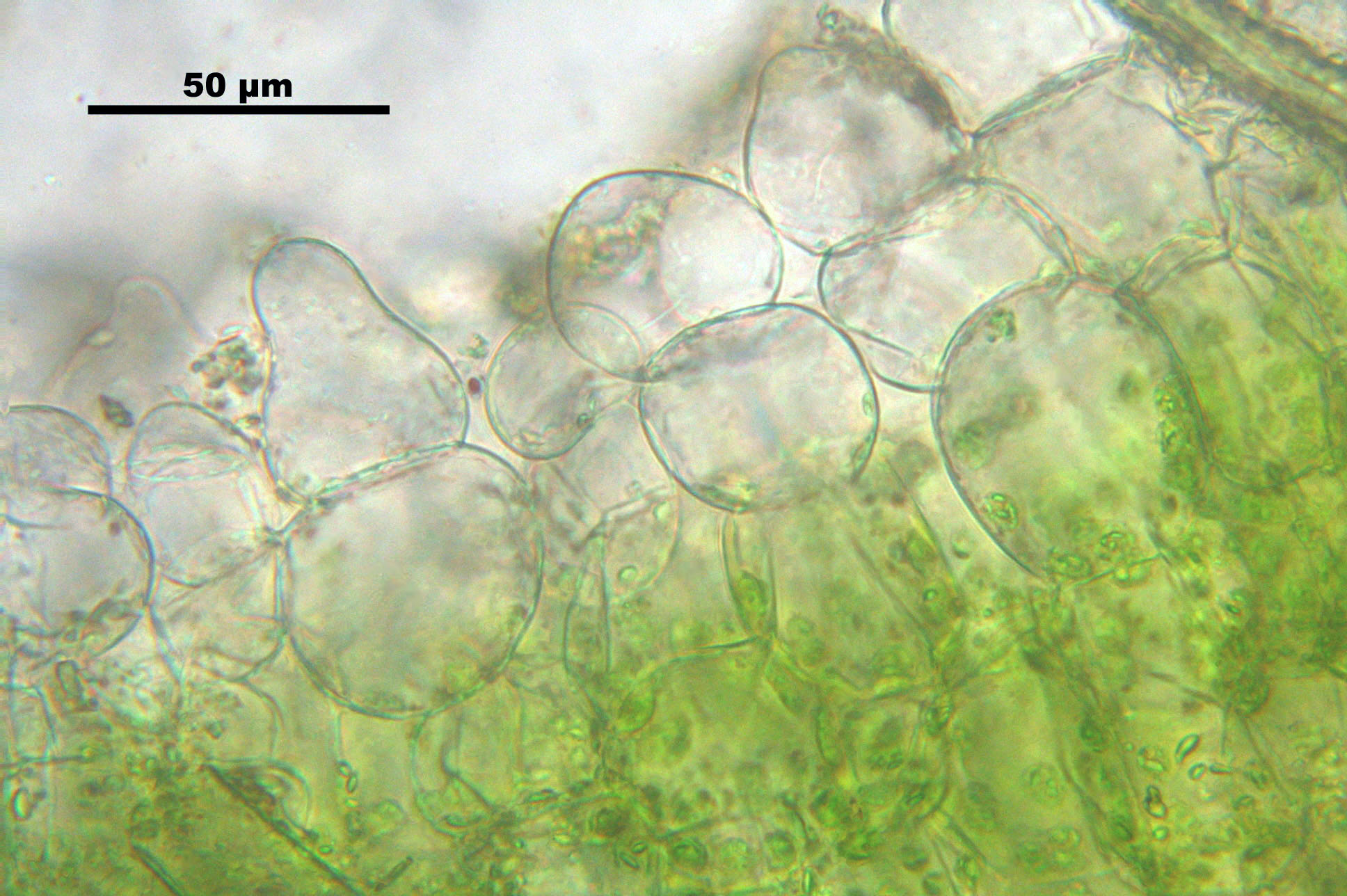
Doorsnede tallus
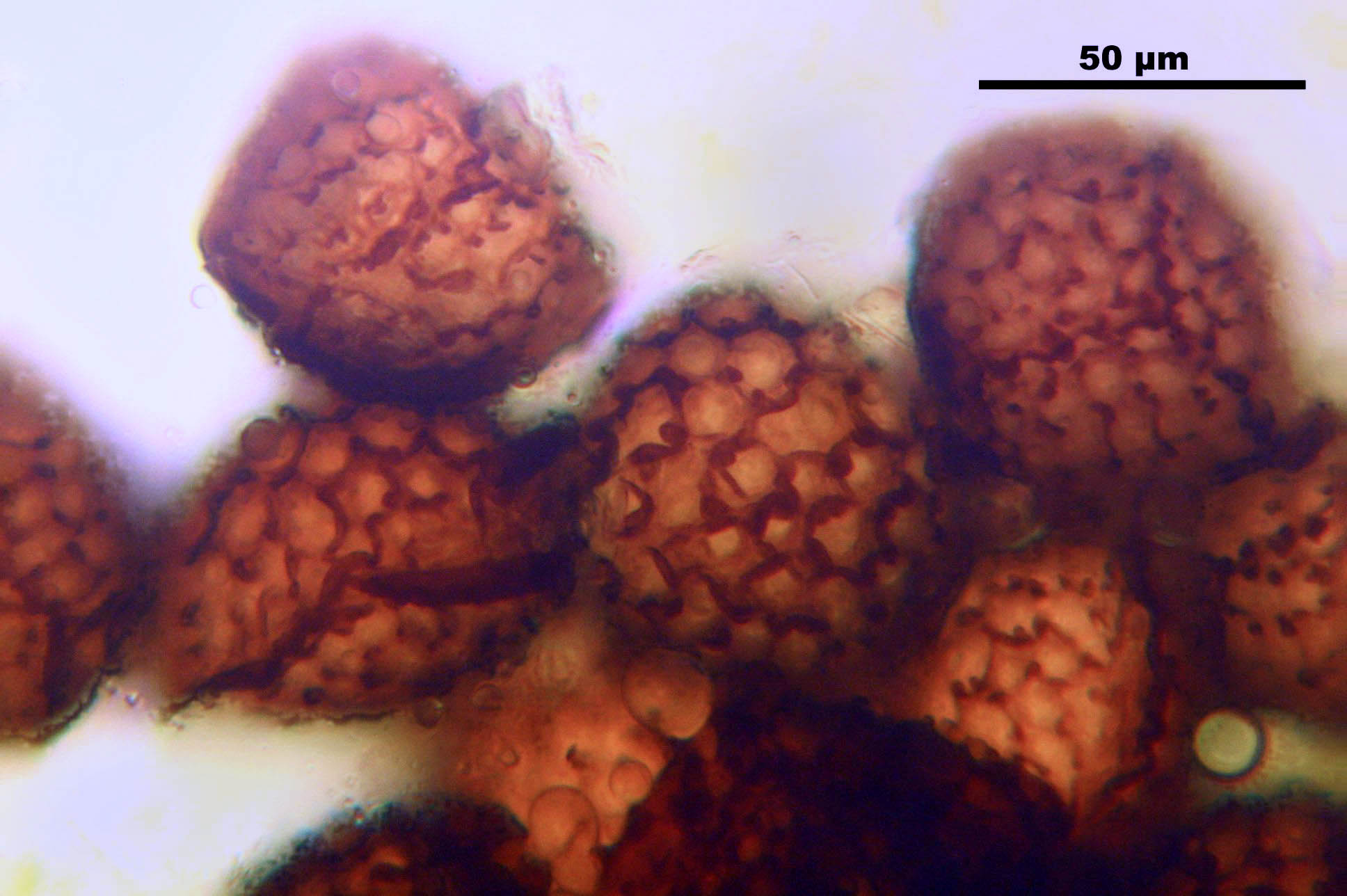
Sporen